# 欧尼查 (阿拉巴马州)
欧尼查（英文：Onycha），是美国阿拉巴马州下属的一座城市。面积约为0.79平方英里（约合2.05平方公里）。根据2010年美国人口普查，该市有人口184人，人口密度为232.32/平方英里（约合89.76/平方公里）。